# Duyệt Trung
Duyệt Trung là một phường thuộc thành phố Cao Bằng, tỉnh Cao Bằng, Việt Nam.

## Địa lý
Phường Duyệt Trung nằm ở phía đông nam thành phố Cao Bằng, cách trung tâm thành phố 5 km, có vị trí địa lý:
- Phía đông giáp xã Chu Trinh
- Phía tây giáp huyện Hòa An và phường Tân Giang
- Phía nam giáp huyện Hòa An và xã Chu Trinh
- Phía bắc giáp huyện Hòa An và phường Sông Bằng.

Phường Duyệt Trung có diện tích 9,99 km², dân số năm 2019 là 2.694 người, mật độ dân số đạt 270 người/km².
Trên địa bàn phường có núi Búng Bái, có mỏ sắt Nà Lủng và nhà máy xi măng. Sông Bằng Giang tạo thành ranh giới tự nhiên phía bắc của phường. Quốc lộ 34B chạy trên địa bàn phường Duyệt Trung theo hướng tây bắc - đông nam.

## Hành chính
Phường Duyệt Trung được chia thành 5 tổ dân phố: 1, 2, 3, 4, 5.

## Lịch sử
Phường Duyệt Trung trước đây vốn là một phần tiểu khu Nà Phía thuộc thị xã Cao Bằng.
Ngày 10 tháng 9 năm 1981, Hội đồng Bộ trưởng ban hành Quyết định 60-HĐBT về việc giải thể tiểu khu Nà Phía để thành lập phường Tân Giang và xã Duyệt Trung.
Ngày 9 tháng 7 năm 2012, Chính phủ ban hành Nghị quyết số 27/NQ-CP về việc thành lập phường Duyệt Trung trên cơ sở toàn bộ 998,60 ha diện tích tự nhiên và 4.215 người của xã Duyệt Trung.
Ngày 25 tháng 9 năm 2012, Chính phủ ban hành Nghị quyết 60/NQ-CP về việc thành lập thành phố Cao Bằng thuộc tỉnh Cao Bằng. Phường Duyệt Trung thuộc thành phố Cao Bằng.
Đến năm 2019, phường Duyệt Trung được chia thành 10 tổ dân phố, đánh số từ 1 tới 10.
Ngày 9 tháng 9 năm 2019, Hội đồng Nhân dân tỉnh Cao Bằng ban hành Nghị quyết số 27/NQ-HĐND về việc sáp nhập, đổi tên các xóm, tổ dân phố trên địa bàn tỉnh Cao Bằng:
- Sáp nhập tổ dân phố 2 vào tổ dân phố 1
- Sáp nhập hai tổ dân phố 3 và 4 thành tổ dân phố 2
- Sáp nhập hai tổ dân phố 5 và 6 thành tổ dân phố 3
- Sáp nhập hai tổ dân phố 7 và 8 thành tổ dân phố 4
- Sáp nhập hai tổ dân phố 9 và 10 thành tổ dân phố 5.